# Astacoides
Astacoides é um género de crustáceo da família Parastacidae.
Este género contém as seguintes espécies:
- Astacoides betsileoensis Petit, 1923 – [1]
- Astacoides caldwelli (Bate, 1865) – [2]
- Astacoides crosnieri Hobbs, 1987 – [3]
- Astacoides granulimanus Monod & Petit, 1929 – [4]
- Astacoides hobbsi Boyko, 2005 – [5]
- Astacoides madagascarensis (H. Milne-Edwards & Audouin, 1839) – [6]
- Astacoides petiti Hobbs, 1987 – [7]